# Jura (ø)
 For alternative betydninger, se Jura (flertydig). (Se også artikler, som begynder med Jura)
Jura (196 indbyggere) er en skotsk ø og en del af de Indre Hebrider, den østlige del af øgruppen Hebriderne. Hovedbyen er Craighouse.